# Parque natural de Las Nieves
El parque natural de Las Nieves es un parque natural situado en el extremo noreste de La Palma, Canarias (España). Ocupa un área de 5.094 hectáreas de los municipios de Puntallana, San Andrés y Sauces y Santa Cruz de la Palma. En el municipio de Los Sauces está situado el Centro de Interpretación del Parque Natural de las Nieves y del Bosque de los Tilos. Sus valores naturales excepcionales, como uno de los mejores ejemplos de laurisilva canaria le valió la distinción de parque natural en 1987, así como también tiene la designación de Lugar de Importancia Comunitaria y Reserva de la Biosfera. Por otro lado, parte del espacio ha sido declarado Zona de especial protección para las aves (ZEPA), según lo establecido en la directiva 79/409/CEE relativa a la conservación de las aves silvestres.

## Valores naturales
Posee uno de los bosques de laurisilva mejor conservados del archipiélago debido a la abundante cantidad de agua, que se precipita en forma de cascadas por todo el parque. Dentro del parque se encuentran Los Tilos, declarado Reserva de la Biosfera por la Unesco en 1983; y Los Sables considerado Lugar de Importancia Comunitaria.
De la misma manera, el sector meridional incluye un pinar endémico de pino canario en buen estado de conservación, con especies amenazadas y protegidas como el retamón (Genista benehoavensis) o el cabezón (Cheirolophus abreui).
El parque nacional de la Caldera de Taburiente limita con el parque natural en la parte occidental del mismo. Actualmente el parque queda integrado dentro de la reserva de la biosfera de La Palma, que ocupa toda la superficie de la isla.

## Bosque de Los Tilos
Los Tilos (o Los Tiles, su nombre oficial) es uno de los reductos de laurisilva, un bosque primitivo y frondoso de árboles de hoja ancha que en la era cenozoica, hace 20 millones de años, abundaba en la cuenca del Mediterráneo. La orografía escarpada de esta zona atrapa las nubes que arrastran los vientos alisios, permitiendo mantener una humedad constante. Fue la primera Reserva de la biosfera en la isla.
La actividad erosiva desarrolló un profundo barranco, con paredes casi verticales incidiendo incluso en el complejo basal (materiales más antiguos de la isla). A lo largo de este cauce, afloran numerosos nacientes como los manantiales de Marcos y Cordero, de los más importantes de Canarias.
Atendiendo a la flora, es destable la presencia de especies endémicas como la adelfa de monte (Euphorbia mellifera) o el pensamiento de cumbre (Viola palmensis), así como los abundantes tilos, viñátigos, laureles, acebiños, barbuzanos, madroños, fayas, brezos y extraordinarios helechos gigantes. 
Entre la fauna merecen una especial mención las palomas turqué y rabiche, así como un gran número de invertebrados. Entre los reptiles destaca una subespecie del lagarto tizón (Gallotia galloti palmae), endémica de La Palma.

## Reserva Los Sables
La Zona de Especial Conservación “Los Sables”, es un ambiente fragmentado, que ha sido protegido gracias al hábitat de Interés Prioritario “Brezales macaronésicos endémicos”, caracterizado por la comunidad fayal–brezal que crece en una zona de barrancos. Además se observa la presencia de cultivos en distinto grado de explotación, especialmente de escobonales de Cytisus proliferus en su parte sur.